# 和田裕
和田 裕（わだ　ひろむ　1951年 - ）は、日本の工業デザイナー、長岡造形大学名誉教授、第4代学長である。

## 来歴
岐阜県生まれ。東海大学教養学部芸術学科卒業。いすゞ自動車で20年余インダストリアルデザイナーとして勤務した後、1994年に長岡造形大学造形学部助教授就任、1998年に教授就任。2012年4月1日付けで学長就任、2020年まで学長を務めた。

## 所属学会・団体
- 芸術工学会
- 社団法人日本インダストリアルデザイナー協会

## 主なカーデザイン
- いすゞ・ビッグホーン 全シリーズ
- いすゞ・ミュー
- いすゞ・ロデオ（US）
- いすゞ・ウィザード
- いすゞ・エルフ全シリーズ
- いすゞ・ファスター
- ディアフォルテ（ゲレンデ整備車）、
- 防衛車Ｃ10（雪上車）

## 関連事項
- インダストリアルデザイン
- プロダクトデザイン